# Riesi
Riesi é uma comuna italiana da região da Sicília, província de Caltanissetta, com cerca de 11.546 habitantes. Estende-se por uma área de 66 km², tendo uma densidade populacional de 175 hab/km². Faz fronteira com Barrafranca (EN), Butera, Mazzarino, Pietraperzia (EN), Ravanusa (AG), Sommatino.

## Demografia
| Variação demográfica do município entre 1861 e 2011                               |
|                                                                                   |
| Fonte: Istituto Nazionale di Statistica (ISTAT) - Elaboração gráfica da Wikipedia |